# Takashi Usami
Takashi Usami (Nagaokakyo, 6. svibnja 1992.) japanski je nogometaš.

## Klupska karijera
Igrao je za Gamba Osaka, Bayern München i Hoffenheim.

## Reprezentativna karijera
Za japansku reprezentaciju igrao je od 2015. godine. Odigrao je 13 utakmica postigavši 2 pogotka.
S U-23 japanskom reprezentacijom Takashi Usami igrao je na Olimpijskim igrama 2012.

## Statistika
| Japan  | Japan | Japan |
| Godina | Nast. | Gol.  |
| ------ | ----- | ----- |
| 2015.  | 13    | 2     |
| Ukupno | 13    | 2     |

## Vanjske poveznice
- National Football Teams